# 陳璣 (弘治進士)
陳璣（？—？），字天儀，浙江餘姚縣人，山東臨清衛官籍，明朝政治人物。

## 生平
山東鄉試第二十一名舉人。弘治十五年（1502年）中式壬戌科三甲第六十九名進士。

## 家族
曾祖陳斌，百戶；祖父陳鼎，副千戶；父陳憲，副千戶。母丘氏。